# Virginia Slims of Kansas 1986
Virginia Slims of Kansas 1986 — жіночий тенісний турнір, що проходив на закритих кортах з твердим покриттям Crestview Country Club у Вічиті (США). Належав до турнірів категорії 1+ в рамках Світової чемпіонської серії Вірджинії Слімс 1985. Відбувся вшосте і тривав з 20 до 26 січня 1986 року. Несіяна Венді Вайт здобула титул в одиночному розряді й отримала за це 12 тис. доларів США.

## Фінальна частина

### Одиночний розряд
Венді Вайт —  Бетсі Нагелсен 6–1, 6–7(5–7), 6–2
- Для Вайт це був єдиний титул за кар'єру.

### Парний розряд
Кеті Джордан /  Кенді Рейнолдс —  Джоанн Расселл /  Енн Сміт 	6–3, 6–7(5–7), 6–3